# قزلجه (بیجار)
قزلجه (بیجار)، روستایی از توابع بخش کرانی شهرستان بیجار در استان کردستان ایران است.زبان مردم این روستا ترکی است و این روستا دارای یک قلعه است که فقط از آن دو دیوار باقی مانده،با استناد به سخنان مردم روستا در روستا مقبره ای وجود داشته که دارای گنبد بوده ولی در گذشته توسط فردی از اهالی روستا تخریب شده تا از سنگ ها و... آن سازه، برای ساخت خانه استفاده شده است.
روستای قزلجه در ارتفاع2100متری از سطح دریا قرار دارد
لاله های واژگون از جمله گل های زیبایی هستند که در قزلجه گروس وارتفاعات آن در اوایل اردیبهشت ماه رشد میکنند
کوهها وقله ای بلند آن که بیش از 2500متر ارتفاع دارند از جمله:کوه قره غول که در کنار قزلجه قرار دارد،قله بوینوزلو قیه و کوه داشکسن وکوه ورقلی(ورخلی)وهمچنین دیواره قلعه مانند قصبه قیه و...
دو دره طولانی وزیبای دربند و اوزون دره در شمال قزلجه قرار دارند که طول آنها جمعا به 14کیلومتر میرسد و رود قزلجاچای بعداز عبور از این درههای زیبا به دره قمچی قیه(قمچقای) وارو شده وپس از طی این دره در جاده بیجار به زنحان بالاتر از سراهی یاسوکند به رود قزل اوزن می پیوندد
از حیوانات و وحوش آن میتوان به خرس ،گرگ،روباه،گراز ...وپرندگان زیبایی چون کبک ،قرقاول ،جغد،عقاب،قرقی،بلدرچین اشاره کرد
از لحاظ زبانی بیشترین واژگان پهلوی در ترکی آذری متعلق به مردمان شمال گروس(بیجار وتکاب)میباشد که در قزلجه و روستاهای اطراف ان بیشتر به چشم میخورد وهنوز خیلی از واژگان پهلوی به همان شکل وسیاق دوره ساسانی در قزلجه تلفظ میشود که از لحاظ زبان شناسی اهمیت زیادی دارد
روستای قزلجه گروس دارای مسجدی است که در آخرین سال قرن سیزده خورشیدی(1300)ساخته شده واکنون با ورود به سال1401 سه قرن را تجربه کرده است
روستای قزلجه گروس در شمال شهرستان بیجار در کیلومتر40جاده تکاب به یاسوکند-زنجان قرار دارد.
فاصله قزلجه تابیجار100کیلومتر با تکاب40کیلومتر وبا شهر یاسوکند45کیلومتر وبا زنجان150کیلومتر میباشد.

## جمعیت
این روستا در دهستان طغامین قرار دارد و براساس سرشماری مرکز آمار ایران در سال ۱۳۸۵، جمعیت آن ۲۰۰ نفر (۴۴خانوار) بوده‌است.